# جنسن بوكانان
جنسن بوكانان (بالإنجليزية: Jensen Buchanan)‏ هي ممثلة أمريكية، ولدت في 18 يوليو 1962 في مونتغومري في الولايات المتحدة.

## أعمال

### مسلسلات
- عالم آخر

## وصلات خارجية
- جنسن بوكانان على موقع IMDb (الإنجليزية)
- جنسن بوكانان على موقع قاعدة بيانات الفيلم (الإنجليزية)